# 신풍도
《신풍도》(중국어 간체자: 神风刀, 정체자: 神風刀, 병음: Shén fēng dāo 선펑다오[*])는 중국의 텔레비전 드라마이다.